# Чиж сосновий
Чиж сосновий (Carduelis pinus) — вид горобцеподібних птахів родини в'юркових (Fringillidae). Цей чижик — інвазивний вид, який в деякі зими може бути поширений майже по всій території Північної Америки до Мексики.

## Опис
Ці пташки виглядають як одноколірні, маленькі, в коричневих цятках горобці, які мешкають у хвойних лісах. У зимові місяці, вони збираються і збиваються в зграї, що налічують від декількох птахів до декількох тисяч особин. Вони охоче відвідують годівниці з насінням будяків, і часто годуються пліч-о-пліч зі щигликами.
Дорослий самець соснового чижика сірувато-коричневий з вираженими коричневими пістринами. Крило і основа хвоста забарвлені у жовтий колір. Цей птах сягає 12-14 см завдовжки, і важить близько 12 грамів. Самки і молоді самці більш коричневі, жовтого кольору у них набагато менше.

## Розмноження
Гніздяться в більшості в хвойних лісах Канади. Самиця, яку супроводжує самиць, будує чашоподібне гніздо з гілочок і стебел трав на висоті від 1,5 до 15 м на гілках хвойних дерев. У кладці буває від 2 до 6 яєць, насиджує тільки самиця, вилуплення відбувається приблизно через 2 тижні. Про молодих піклуються обоє батьків, які відригують їм їжу. Молодь оперяється протягом наступних двох тижнів. Буває дві кладки в сезон.